# Rio Coşa
O Rio Coşa é um rio da Romênia, afluente do Râuşor, localizado no distrito de Argeş.